# OnlyFans
Onlyfans (egen stavemåde: OnlyFans) er en engelsk hjemmeside, der tilbyder betalt indhold i form af fotos og videoer. Siden domineres af producenter af erotisk eller pornografisk indhold, men bruges også nogle gange af andre producenter såsom fitnessudøvere eller skabende kunstnere.  
Selskabet bag siden, Fenix International Limited, erklærede 20. august 2021, at det ikke længere ville tillade eksplicit pornografisk indhold fra oktober 2021, men annoncerede et par dage senere, at man alligevel fortsat ville tillade porno.

## Opbygning
I princippet minder Onlyfans meget om reklamefinansierede sociale medier såsom Instagram eller Facebook. Efter registrering kan brugere oprette en offentlig profil og uploade indhold såsom billeder og videoer. Man kan søge efter andre brugere, abonnere på andre brugeres indhold og kommunikere med dem gennem både offentlige kommentarer og private beskeder.
Den væsentligste forskel på de annoncefinansierede sociale medieplatforme er, at profilejerne har mulighed for at kræve penge fra abonnenter (kaldet "fans") og, hvis de leverer deres eget indhold, normalt gør det. Gwyn Easterbrook-Smith, forsker ved New Zealand School of Humanities, Media, and Creative Communications, beskriver Onlyfans som et eksempel på gig economy. Uden et abonnement ser en fan kun profiloplysningerne for den pågældende bruger, muligvis også deres tidligere opslag, men uden billeder og videoer. For at få får adgang til det fulde indhold skal man angive kortoplysninger, som bruges til at oprette en intern kreditsaldo ("wallet"), eller som kan bruges direkte til at betale for individuelt indhold.
Brugerne, der leverer indholdet, har tre muligheder for at modtage penge fra deres fans:
- De kan opkræve et skønsmæssigt beløb (minimum $4,99 pr. måned) for adgang til profilen med rabatter til længere abonnementer og under kortere kampagner
- Individuelt indhold kan tilbydes abonnenter mod et særskilt gebyr (pay-per-view)
- Fans kan også betale frivillige "tips" til indholdsudbyderne.

Ifølge hjemmesiden beholder Onlyfans 20 % af indtægterne. Man forsøger at forhindre, at indholdet gemmes lokalt af abonnenterne. Idet visning af billeder og videoer rent teknisk kræver download, er det dog stadig muligt.

## Brugsrettigheder
I princippet kan alle former for lovligt indhold tilbydes via Onlyfans Størstedelen af indholdet er erotisk eller pornografisk indhold, men der er også udbydere indenfor musik, kunst, crowdfunding og fundraising.
Den store andel af pornografisk indhold kan forklares med det faktum, at Onlyfans i modsætning til lignende betalingsplatforme ikke forbyder pornografisk indhold, men snarere udtrykkeligt tillader det og giver de udøvende kunstnere mulighed for at generere indkomst uden om eksempelvis filmproducenter. Meget af indholdet fra Onlyfans lækkes dog på gratis pornosider, efter kort tid. Mange influencers, der har succes på annoncefinansierede platforme, f.eks. fra fitness- eller modelsektoren bruger Onlyfans som en anden kanal til at generere yderligere indtægter fra særligt interesserede følgere. Den enkelte "fan" tilbydes på Onlyfans en mere eksklusiv kontakt med skaberen.

### Fenix International Limited
Det er ikke meget, der er offentligt kendt som selskabet bag Onlyfans, Fenix International Limited, der har hovedsæde i London. På opfordring fra det tyske nyhedsmagasin Der Spiegel i marts 2020 oplyste virksomheden, at den har 24 millioner brugere på verdensplan, hvoraf omkring 500.000 tilbyder betalt indhold. Heraf er de 4.000 fra Tyskland. Den gennemsnitlige abonnementspris er $14 pr. måned.  I 2018 erhvervede den ukrainsk-amerikanske  forretningsmand Leonid Radvinsky, der blandt andet også er ejer af webcam-platformen MyFreeCams, 100 % af aktierne i Fenix. 

### Konkurrenter
OnlyFans har en række konkurrenter online. De mest kendte tjenester omfatter Playboy Centerfold, Patreon, 4based, Fansly eller Fanvue. De arbejder normalt efter samme princip som OnlyFans, men adskiller sig i teknisk og grafisk design.